# Mary Cunningham Agee
Mary Cunningham Agee (1 de septiembre de 1951) es una ejecutiva de negocios y escritora estadounidense. Formó parte de la alta dirección de dos empresas del índice Fortune 500 en la década de 1980, siendo una de las primeras mujeres en hacerlo, y fue votada como una de las "25 mujeres más influyentes de los Estados Unidos" en el Almanaque Mundial en 1981 y 1982. Agee es socia gerente de Semper Charitable Foundation y directora ejecutiva del negocio de vinos boutique de la familia, Aurea Estate Wines, Inc.
También fundó The Nurturing Network (TNN), una organización benéfica internacional que desde sus orígenes ha concienciado a la población sobre la necesidad de empoderamiento entre los más desfavorecidos de la sociedad.

## Primeros años
Cunningham nació en Falmouth (Maine), de padres irlandeses-estadounidenses. Cuando tenía cinco años, sus padres se separaron. Su madre trasladó a sus cuatro hijos a Hanover (Nuevo Hampshire), donde un pariente, Monseñor William Nolan, capellán del Dartmouth College, ofreció apoyo paternal a la familia.

## Educación
Cunningham se graduó en la Hanover High School en 1969. Trabajó los veranos en Cabo Cod en la cocina de un restaurante de comida rápida y en la ventanilla de un banco para complementar su beca de matrícula universitaria. Se inscribió en el Newton College del Sagrado Corazón (posteriormente fusionado con el Boston College) en Newton (Massachusetts) y fue elegida presidenta de la clase. Se le otorgó una beca académica completa para asistir al Wellesley College, donde acudió para cursar para su segundo año. Ganó una beca Slater para estudiar derecho y ética en el Trinity College (Dublín), para su tercer año en el extranjero y recibió dos nominaciones Danforth para continuar sus estudios en ética y filosofía moral a nivel de posgrado. Se graduó Phi Beta Kappa y cum laude de Wellesley en 1973 con un bachiller en letras en las especialidades de lógica y filosofía.
Se licenció en 1979 en la Escuela de negocios Harvard con una Maestría en Administración de Empresas en finanzas y negocios internacionales. El decano de la Escuela se refirió a Cunningham como la poseedora de "la mejor oportunidad de ser la primera mujer graduada de la Escuela de Negocios en convertirse en presidenta de una empresa no cosmética".

## Carrera y vida personal
Cunningham fue empleada en Wall Street en el Departamento de Banca Corporativa del Chase Manhattan Bank y en el Departamento de Finanzas Corporativas de Salomon Brothers. Al graduarse en la Escuela de Negocios de Harvard, aceptó un puesto gerencial como secretaria administrativa para el CEO de Bendix Corporation, William Agee.
En Bendix, Agee la ascendió rápidamente a Vicepresidenta de Planificación Estratégica. Tras las acusaciones públicas de una aventura con Agee, Cunningham renunció a su puesto el 8 de octubre de 1980. La Escuela de Postgrado de Negocios Stanford hizo de la experiencia de Cunningham un caso de estudio en su curso sobre "Poder y política en las organizaciones".
La autobiografía de Cunningham, "Powerplay - What Really Happened at Bendix" relata su salida de la empresa. Después de su renuncia, aceptó el cargo de Vicepresidenta de Planificación Estratégica en Joseph E. Seagram and Sons, donde reportaba tanto al Presidente Phil Beekman como al director ejecutivo Edgar Bronfman, Sr. Ese mismo año, fue ascendida a Vicepresidenta Ejecutiva de la recién formada Seagram Wine Company, supervisando el desarrollo y puesta en práctica de la estrategia vitivinícola mundial de Seagram.
Cunningham y su primer marido, el ejecutivo financiero Howard Gray, se divorciaron en 1980. En junio de 1982 se casó con Agee. Después de 35 años de matrimonio, Agee solicitó el divorcio de Cunningham, aunque nunca llegó a materializarse debido a su muerte en diciembre de 2017.

## The Nurturing Network
Mary Cunningham Agee fundó The Nurturing Network (TNN) tras la muerte de su primera hija debido a un aborto espontáneo en enero de 1984. Esa pérdida llevó a Agee a investigar la disponibilidad de recursos para las mujeres cuyos embarazos terminan por aborto debido a la falta de recursos económicos, o de apoyo educativo o social. Fundó The Nurturing Network para brindar a las mujeres acceso a recursos, asesoramiento y asesoramiento. La red es un consorcio de voluntarios, proveedores de servicios profesionales, centros de recursos para el embarazo e iniciativas basadas en la fe que ha brindado recursos tangibles a las personas que buscan su apoyo. El libro de Agee Compassion in Action presenta su historia del programa de la Red durante 20 años. Además del asesoramiento, el papel educativo de Agee en TNN ha incluido la redacción y la oratoria motivacional. Su trabajo ha aparecido en publicaciones como The Wall Street Journal, Reader's Digest, U.S. News & World Report, The Washington Post, y Good Housekeeping, y ha sido reseñada en programas de radio y televisión estadounidenses como 48 Hours, de CBS y Enfoque a la Familia de James Dobson.
Agee fue uno de los primeros defensores de establecer un "terreno común" (áreas de mutuo interés). Peter Jennings se refirió a la posición de terreno común de la Sra. Agee como "la zona desmilitarizada" en su informe televisado de tres horas, "La próxima guerra civil" en ABC News Forum.

## Afiliaciones
Agee es miembro de la Junta de Eméritos de FADICA y de la Junta de Supervisores de Aquinas House en el Dartmouth College. Es becaria de la Escuela Dominicana de Filosofía y Teología en Berkeley (California).
Ha servido en las juntas del First Women's Bank of New York, la Fundación de Escuelas Católicas en Boston, la Gregorian Foundation, la Escuela de Posgrado en Negocios del University College Dublin, la Fundación Culture of Life, el consejo asesor del Centro de Derecho Tomás Moro, el Loyola College en Maryland, y el Instituto Hoffman y el Consejo Nacional para la Adopción. Es miembro fundador del Capítulo de Legatus de Napa Valley.

## Premios y distinciones
Agee ha recibido doctorados honorarios de la Universidad Franciscana, del Loyola College, del Stonehill College, del Franklin Pierce College, del Chestnut Hill College, del Notre Dame College y de la Escuela Dominicana de Filosofía y Teología de Berkeley.
En la década de 1980, Good Housekeeping votó a Agee en su edición del 100 aniversario como una de las "100 mujeres jóvenes prometedoras", y fue incluida entre la Academia de Mujeres Triunfadoras de la Asociación Cristiana de Mujeres Jóvenes. Sus premios empresariales incluyen el premio inaugural Embajador del año de Legatus, el premio ITV Mujer del año de la Archidiócesis de Nueva York, el premio Juan Pablo II del Instituto de Ciencias Psicológicas y el premio Ex corde Ecclesiae de la Sociedad Cardenal Newman.
También recibió el Premio a la Equidad Económica de la Liga de Acción por la Equidad de las Mujeres y la Medalla de Honor del Centenario de la Escuela de Leyes Columbus de la Universidad Católica de América. Sus puntos de vista se incluyeron en "Escritura de mujeres activistas estadounidenses: una antología, 1637-2002". En 2017, fue seleccionada para su inclusión en la publicación "Wine Country Women of Napa Valley (Mujeres de la Región Vinícola del Valle de Napa)", que presentaba a líderes de la comunidad.